# مونتالتو دی کاسترو
مونتالتو دی کاسترو (به ایتالیایی: Montalto di Castro) یک کومونه در ایتالیا است که در استان ویتربو واقع شده‌است.

## خصوصیات
مونتالتو دی کاسترو ۱۸۹٫۴ کیلومترمربع مساحت و ۸٬۸۱۲ نفر جمعیت دارد و ۴۲ متر بالاتر از سطح دریا واقع شده‌است.